# Liste der Monuments historiques in Rosheim
Die Liste der Monument historique in Rosheim verzeichnet alle klassifizierten und eingetragenen Monuments historiques in der elsässischen Gemeinde Rosheim.

## Liste der Bauwerke
| Bezeichnung               | Beschreibung | Standort                               | Kennzeichnung | Schutzstatus | Datum | Bild           |
| ------------------------- | --- | -------------------------------------- | ------------- | ------------ | ----- | -------------- |
| Kirche St-Étienne         | Der ehemalige Chorturm von St-Étienne stammt aus der Spätromanik. Er blieb beim Neubau des Kirchenschiffs als Kirchturm erhalten. Die Kirche wurde 1781 nach Plänen von Nicolas Alexandre Salins de Montfort erneuert. Der Chor entstand in den Jahren 1787 bis 1789 nach Plänen von François Pinot. Die Kirche ist eine Saalkirche mit gestuften Giebel und Uhrengiebel als Bekrönung. Das Portal wird von einer klassizistischen Ädikula gebildet. Der lang gestreckte eingezogene Chor schließt halbrund ab. | Rue de l’Église (Lage)                 | PA00084908    | Classé       | 1990  | weitere Bilder |
| Kirche Sts-Pierre-et-Paul | Die Kirche Sts-Pierre-et-Paul wurde ab Mitte des 12. Jahrhunderts errichtet. Ältester Teil ist der Chorturm, der heute eine Seitenkapelle des südlichen Querhauses ist. Die Kirche ist eine romanische Basilika. An das Langhaus schließt sich ein Querhaus an. Über der Vierung sitzt ein hoher Vierungsturm, der ab 1286 im gotischen Stil erhöht wurde. Der Chor schließt mit einer halbrunden Apsis. Pilaster, Bogennischen und -friese schmücken den Bau äußerlich. | Rue du Général de Gaulle (Lage)        | PA00084909    | Classé       | 1840  | weitere Bilder |
| Zehntscheune              | Die 1564 errichtete Scheine wurde über einem unregelmäßig viereckigen Grundriss errichtet. Das Gebäude wurde mit Bruchsteinen aus Sand- und Kalkstein errichtet und bisher kaum verändert. An der Basis der zentralen Säule im Raum findet sich die Zahl des Erbauungsjahres. Die Geschosse sind als Säle konstruiert. Neben dem Erdgeschoss gibt es zwei Dachgeschosse. | Rue de la Dîme (Lage)                  | PA67000092    | Inscrit      | 2014  |                |
| Wohnhaus                  | Teile des Gebäudes auf der Südseite stammen noch aus dem 12. oder 13. Jahrhundert. Der nordöstliche Teil wurde im 13. oder 14. Jahrhundert errichtet. In der zweiten Hälfte des 16. Jahrhunderts erwarb der Bürgermeister und Ziegelbrenner Jacob Rysz das Haus und ließ es aus- und umbauen. Der zweigeschossige Bruchsteinbau mit grob behauenen Eckquadern wird von einem Krüppelwalmdach gedeckt. Der angewinkelte Gebäudeflügel wurde im 16. Jahrhundert angebaut. Sein Erdgeschoss ist steinern, das Obergeschoss in Fachwerkbauweise errichtet worden. | 6, 8 rue de l’Église (Lage)            | PA00084910    | Inscrit      | 1930  | weitere Bilder |
| Wohnhaus                  | Im rundbogigen Portal zum Innenhof steht nicht nur 1580 als Erbauungsdatum des Hauses, sondern auch die Initialen HI und die Brezel als Zunftsymbol der Bäcker. 1604 und die Initialen WN sind im Türsturz der Eingangstür und 1605 in einem der Pfosten des ersten Obergeschosses. Das zweigeschossige Gebäude wurde in Fachwerkbauweise über einem Erdgeschoss aus Stein errichtet. Insbesondere im Bereich der Fensterbrüstungen wurde das Holz kunstvoll bearbeitet. Die Sockelgesimse im Obergeschoss und im Giebelbereich sind hoch und leicht auskragend. | 31 rue du Général de Gaulle (Lage)     | PA00084912    | Inscrit      | 1930  | weitere Bilder |
| Wohnhaus                  | Das zweigeschossige traufständige Gebäude mit Satteldach wurde über einem Erdgeschoss aus Stein in Fachwerkbauweise errichtet. Seien fünf Achsen sind unregelmäßig in der Straßenfassade verteilt. Die Fensterpfosten sind aufwendig geschnitzt, die Fensterbrüstungen mit Fachwerkgittern versehen. | 65 rue du Général de Gaulle (Lage)     | PA00084913    | Inscrit      | 1930  | weitere Bilder |
| Wohnhaus                  | Das barocke Gebäude wurde nach einer Inschrift in einer Gebäudeecke 1602 erbaut, allerdings wird vermutet, dass seine Fassade auch älter sein könnte. 1750 wurde das Haus ausgebaut und 1780 verändert. Der dreigeschossige Putzbau mit Walmdach steht mit der Schmalseite zur Straße. Die Schmalseite besitzt zwei Fensterachsen, die Langseite fünf. Geschossgesimse und Ecklisenen aus Sandstein gliedern das Wohnhaus. | 108 rue du Général de Gaulle (Lage)    | PA00084914    | Inscrit      | 1930  | weitere Bilder |
| Wohnhaus                  | Das Fachwerkhaus wurde 1628 erbaut. Auf der Giebelseite sitzt im ersten Obergeschoss ein kleiner polygonaler Erker. Die Posten des Gebäudes und des Erkers wurden mit geschnitztem Blattwerk verziert. | 1 rue des Violettes (Lage)             | PA00084915    | Inscrit      | 1930  | weitere Bilder |
| Romanisches Haus          | Das „Romanische Haus“ entstand in der zweiten Hälfte des 12. Jahrhunderts. Das turmähnliche Gebäude mit Satteldach wurde über einem annähernd quadratischen Grundriss erbaut. Der zweigeschossige Bruchsteinbau besitzt an der Vorderseite mehrere Fenster, darunter im ersten Obergeschoss ein mit einem gemeinsamen Sturz gekuppeltes Zwillingsfenster mit Rundbögen. Unter den Rundbögen sitzen Köpfe. Darüber sitzt im Giebel eine hölzerne Loggia. An einer Seite sitzt im Erdgeschoss ein Rundbogenportal, darüber ebenfalls. Dieses wird über eine hölzerne Treppe erschlossen. Auf der anderen Seite sitzt ein kleines Fenster mit Rundbogen und ein Abort. Im Obergeschoss sitzt ein säulentragender Kamin. | 23, 25 rue du Général de Gaulle (Lage) | PA00084911    | Classé       | 1921  | weitere Bilder |
| Stadtbefestigung          | Noch Anfang des 13. Jahrhunderts besaß Rosheim als Schutz nur einen Erdwall und einen Palisadenzaun. Eine erste Stadtmauer entstand dann noch vor 1267. Im 13. Jahrhundert wurde dieser noch eine weitere Mauer aus Stein vorgesetzt. Nachdem die Truppen von Peter Ernst II. von Mansfeld die Stadt 1622 erobert hatten, musste die Stadtbefestigung ab 1648 wiederaufgebaut werden. Im Verlauf des 19. Jahrhunderts wurde die Befestigung verändert. 1835 wurde der äußere Mauerring etwas erniedrigt und das Westtor abgetragen. Zu Beginn des 20. Jahrhunderts wurde die Mauer im Norden ganz abgetragen. Die beiden Mauern bestehen aus Kalkstein. Die unteren Geschosse der Türme sind teilweise in Sandstein errichtet worden und die oberen meist aus Kalkstein mit Eckquadern aus Sandstein. Erhalten sind vier Tore mit Türmen: Ratsturm (auch Uhrenturm), Schul-, Unter- und Lewertor. | 48.496605 (Lage)                       | PA00084917    | Classé       | 1920  | weitere Bilder |
| Sechs-Eimer-Brunnen       | Der Marktbrunnen war für sechs Eimer eingerichtet und wurde 1605 geschaffen. 1762 wurde er restauriert. Drei Rundsäulen tragen ein Gebälk mit Stützenbaldachin. Darüber sitzt ein Löwe mit dem Wappen von Rosheim. Vermutlich ist der Brunnen ein Werk von Jakob Zumsteg. | Place de l’Hôtel de Ville (Lage)       | PA00084916    | Inscrit      | 1930  | weitere Bilder |

## Liste der Objekte
| Bezeichnung                                    | Beschreibung | Standort                                           | Kennzeichnung | Schutzstatus | Datum | Bild           |
| ---------------------------------------------- | --- | -------------------------------------------------- | ------------- | ------------ | ----- | -------------- |
| Skulpturengruppe Beweinung Christi             | Holz, farbig gefasst, versilbert und vergoldet, um 1500 | in der Kapelle Notre-Dame des Sept Douleurs (Lage) | PM67000234    | Classé       | 1992  |                |
| Retabel des Hauptaltars                        | Retabel mit Gemälde, Wandverkleidung und Chorbänken; Holz, teilweise farbig gefasst und vergoldet, sowie Ölfarbe auf Leinwand, zwischen 1787 und 1789; das Gemälde wenig später | in der Kirche St-Étienne (Lage)                    | PM67000768    | Classé       | 1995  | weitere Bilder |
| Vier Beichtstühle                              | Eichenholz, teilweise vergoldet, 1787 bis 1789 | in der Kirche St-Étienne (Lage)                    | PM67000770    | Classé       | 1995  |                |
| Orgel                                          | 1733 von Andreas Silbermann gebaut, 1859 durch Stiehr-Mockers versetzt und 1863 mit neuem Prospekt versehen; der Silbermannprospekt heute in Waldolwisheim                      | in der Kirche Sts-Pierre-et-Paul (Lage)            | PM67001078    | Classé       | 1973  |                |
| Instrumentalteil der Orgel                     | 1733 von Andreas Silbermann gebaut, 1859 durch Stiehr-Mockers versetzt und 1863 mit neuem Prospekt versehen; der Silbermannprospekt heute in Waldolwisheim                      | in der Kirche Sts-Pierre-et-Paul (Lage)            | PM67000247    | Classé       | 1973  |                |
| Kruzifix                                       | Holz, farbig gefasst und vergoldet, 18. Jahrhundert | in der Krankenhauskapelle (Lage)                   | PM67001463    | Inscrit      | 2001  |                |
| Gemälde Johann Nepomuk                         | Ölfarbe auf Leinwand, 18. Jahrhundert | im ehemaligen Gefängnis (Lage)                     | PM67001492    | Inscrit      | 1995  |                |
| Zwei Seitenaltäre                              | jeweils Altartisch, Retabel und Gemälde; Marmor, Holz, farbig gefasst und vergoldet sowie Ölfarbe auf Leinwand, 1787 bis 1789; die Gemälde von Johann Jakob Sorg wenig später   | in der Kirche St-Étienne (Lage)                    | PM67000771    | Classé       | 1995  | weitere Bilder |
| Kanzel                                         | Holz, teilweise bemalt, versilbert und vergoldet, 1789 | in der Kirche St-Étienne (Lage)                    | PM67001734    | Inscrit      | 1995  | weitere Bilder |
| Skulptur Maria Immaculata                      | Holz, farbig gefasst und vergoldet, erste Hälfte des 19. Jahrhunderts | in der Kirche St-Étienne (Lage)                    | PM67001735    | Inscrit      | 1995  |                |
| Gemälde Jesus übergibt die Schlüssel an Petrus | Ölfarbe auf Leinwand, 1853, nach Guido Reni | in der Kirche St-Étienne (Lage)                    | PM67001738    | Inscrit      | 1993  |                |
| Uhrwerk der Turmuhr                            | 1841 von Jean-Baptiste Schwilgué gebaut | in der Kirche Sts-Pierre-et-Paul (Lage)            | PM67000890    | Classé       | 2000  |                |
| Schrank                                        | Eichenholz, zwischen 1746 und 1770 | im Krankenhaus (Lage)                              | PM67000917    | Classé       | 2003  |                |
| Gemälde Ländliche Hochzeit                     | Ölfarbe auf Leinwand, 1926 von Louis-Philippe Kamm | im Hôtel de Ville (Lage)                           | PM67001461    | Inscrit      | 2001  |                |
| Altartisch des Hauptaltars                     | Marmor, zwischen 1787 und 1789 | in der Kirche St-Étienne (Lage)                    | PM67001736    | Inscrit      | 1993  | weitere Bilder |
| Gemälde Ignatius von Loyola                    | Ölfarbe auf Leinwand, 1767 | im ehemaligen Gefängnis (Lage)                     | PM67000564    | Classé       | 1991  |                |
| Chorschranke                                   | Schmiedeeisen und Kupfer, 1789 | in der Kirche St-Étienne (Lage)                    | PM67000769    | Classé       | 1995  |                |
| Uhrwerk                                        | aus der Kirche St-Étienne; Schmiedeeisen und Messing, 1764 von Jacob Möllinger Wittib                                                                                           | im Hôtel de Ville (Lage)                           | PM67000921    | Classé       | 2003  |                |
| Tapisserie Diana und Actaeon                   | Leinen, Wolle und Seide, erst Hälfte des 17. Jahrhunderts, nach Hendrick de Clerck                                                                                              | im Hôtel de Ville (Lage)                           | PM67001356    | Inscrit      | 2001  |                |
| Ofen                                           | Gusseisen, Ende des 19. Jahrhunderts | im Hôtel de Ville (Lage)                           | PM67001462    | Inscrit      | 2001  |                |
| Chorgestühl und Wandverkleidung                | Holz, um 1789 | in der Kirche St-Étienne (Lage)                    | PM67001737    | Inscrit      | 1993  |                |